# Salvador aux Jeux olympiques d'été de 2016
Le Salvador participe aux Jeux olympiques d'été de 2016 à Rio de Janeiro au Brésil du 5 août au 21 août. Il s'agit de sa 11e participation à des Jeux d'été.

## Athlétisme

### Homme

#### Course
| Athlètes        | Compétitions | Série | Série | Demi-Finales | Demi-Finales | Finale | Finale |
| --------------- | ------------ | ----- | ----- | ------------ | ------------ | ------ | ------ |
| Athlètes        | Compétitions | Temps | Rang  | Temps        | Rang         | Temps  | Rang   |
| Luis Lopez (en) | 50 km marche | NC    | NC    | NC           | NC           | DSQ    | /      |

### Femme

#### Course
| Athlètes        | Compétitions | Série | Série | Demi-Finales | Demi-Finales | Finale | Finale |
| --------------- | ------------ | ----- | ----- | ------------ | ------------ | ------ | ------ |
| Athlètes        | Compétitions | Temps | Rang  | Temps        | Rang         | Temps  | Rang   |
| Yesenia Miranda | 20 km marche | NC    | NC    | NC           | NC           | DNF    | /      |
|                 |              |       |       |              |              |        |        |

## Natation
| Athlète        | Épreuve     | Séries        | Séries | Demi-finales | Demi-finales | Finale  | Finale  |
| Athlète        | Épreuve     | Temps         | Rang   | Temps        | Rang         | Temps   | Rang    |
| -------------- | ----------- | ------------- | ------ | ------------ | ------------ | ------- | ------- |
| Marcelo Acosta | 400 m libre | 3 min 48 s 82 | 22e    | NC           | NC           | Éliminé | Éliminé |